# Chininkartell
Chininkartell steht für Preis- und Gebietsabsprachen zwischen Herstellern von Chinin. Es gab zwei verschiedene Kartelle in unterschiedlicher Zusammensetzung und Ausprägung.
Chinin war seit der Erstisolierung des Wirkstoffes im Jahr 1792 bis in das Jahr 1947 das einzige wirksame Malariamittel, bis Chloroquin (ein vergleichbares, aber synthetisches Präparat) und andere Mittel in ausreichender Menge zur Verfügung standen. Auslöser waren unter anderem die Zykluszeiten von über 10 Jahren bis zur Ernte eines Chinarindenbaumes und sehr volatile Cinchonarindenpreise bei Auktionen an der Amsterdamer Börse. Es sollte unter anderem verhindert werden, dass unprofitable Plantagen durch andere Feldfrüchte wie Tee oder Kaffee ersetzt werden. Diese Flächen hätten langfristig nicht mehr für den Chinarindenanbau zur Verfügung gestanden, wenn die Nachfrage nach Chinin wieder angestiegen wäre.

## Erstes Kartell (1913 bis 1942)
Das erste Chininkartell wurde 1913 gegründet. Es brach im Zuge der japanischen Besetzung von Indonesien im  Jahr 1942 zusammen. Es war ein Zusammenschluss sowohl von Plantagenbesitzern und Pflanzern des Chinarindenbaumes als auch von Produzenten von Chinin und Chinidin. Geleitet wurde das Kartell durch das Chinin Büro in Amsterdam, welches geplante Neuanpflanzungen, Produktionsmengen und Preise diktierte.

## Zweites Kartell (1958 bis 1963)
Das zweite Kartell bildete sich als Gebietskartell und wurde nur von Chininproduzenten unter niederländischer Führung geleitet. Es wurden Preise und Quoten abgestimmt, aber auch definiert, dass nur die niederländischen und deutschen Produzenten Chinidin herstellen durften. Ein Unrechtsbewusstsein bestand nicht. Das Kartell war in Deutschland sogar beim Bundeskartellamt angemeldet. Kern des Kartells war nebenbei auch, ein Einkaufskartell zu bilden, um Chininverkäufe der US Army vom National Defense Stockpile, die nicht mehr benötigt wurden, zu erwerben. Die zum Verkauf stehende Menge von rund 100 Tonnen Chinin im Jahr 1958 übertraf in Summe die jährliche Produktionsleistung aller Produzenten und hätte zu einem Preisverfall auf dem Weltmarkt geführt. Zum Vergleich: Im Jahr 2007 hat die NDA noch einen Vorrat von 4 Tonnen.
In Summe betrug die durch die Europäische Kommission im Jahr 1969 verhängte Strafzahlung 2.000.000 DM, was zu dem Zeitpunkt weltweit die bisher höchste Strafe aufgrund von Wettbewerbsverstößen war.
Kartellmitglieder:
1. Nederlandse Combinatie voor Chemische Industrie (Niederlande). Anteil der Strafzahlung: 42 %.
2. Boehringer Mannheim (Deutschland) Anteil der Strafzahlung: 38 %.
3. Chininfabrik Braunschweig Buchler & Co.(Deutschland). Anteil der Strafzahlung: 13 %.
4. Société Chimique Pointet-Girard S.A.(Frankreich). Anteil der Strafzahlung: 3 %.[10]
5. Société Nogentaise de Produits Chimiques (Frankreich). Anteil der Strafzahlung: 3 %.
6. Pharmacie Centrale de France (Frankreich). Anteil der Strafzahlung: 2 %.